# Teknikåret 1992

## Händelser

### April
- Windows 3.1 lanseras.

### December
- December - Apple slutar sälja Apple IIGS. [1]

### Okänt datum
- Amiga 500 Plus lanseras
- Apple Macintosh Classic 2 lanseras
- Microsoft Windows 3.1 lanseras
- Amiga 1200 lanseras
- Digital mobiltelefoni, GSM lanseras i Sverige av Televerket, Comviq och Europolitan.
- Digitalkassetten lanseras av Philips och Matsushita.[2]